# Johann Bangert
Johann Bangert (* 28. Februar 1909 in Osnabrück; † 4. November 1993 in Bonn) war ein deutscher Verwaltungsjurist.

## Leben
Bangert war ein Sohn des Oberstleutnants a. D. Victor Bangert und seiner Frau Gertrud, geb. Hammersen. Er verbrachte seine Kindheit in Aurich, Lingen und Osnabrück und besuchte von 1918 bis 1927 das Ratsgymnasium in Osnabrück, wo er 1927 die Reifeprüfung bestand. Das Studium der Rechtswissenschaften absolvierte er in Freiburg, Gießen, Berlin und Göttingen. In Gießen war er Mitglied des Corps Teutonia. Bangert bestand 1931 die erste juristische Staatsprüfung und wurde im darauf folgenden Jahr zum Dr. jur. promoviert. Seinen Vorbereitungsdienst leistete er im Landgerichtsbezirk Osnabrück, bei der Regierung in Hannover und in den Regierungsbezirken Stade und Hannover ab. Nach bestandener zweiter Staatsprüfung wurde er 1936 zum Regierungsassessor ernannt. 1938 wurde er Regierungsrat und Referent im Reichsinnenministerium. Von 1939 bis 1942 leistete er Kriegsdienst, wurde aber nach mehreren schweren Verwundungen entlassen. Bereits 1941 war Bangert zum Oberregierungsrat befördert worden. 1942 wurde er zum kommissarischen Landrat des Kreises Wetzlar. 1945 entlassen, arbeitete er in verschiedenen Funktionen der privaten Wirtschaft, unter anderem als Justitiar des Zirkus Carl Althoff und Leiter eines Reise- und Verkehrsbüros in Diepholz. 1953 bis 1954 war er Außenstellenleiter einer Wohnungsbaugesellschaft in Wiesbaden. 1954 wurde er Beigeordneter beim Deutschen Landkreistag in Bonn. 1973 trat er in den Ruhestand.